# Tabanus tenuipalpis
Tabanus tenuipalpis är en tvåvingeart som beskrevs av Austen 1912. Tabanus tenuipalpis ingår i släktet Tabanus och familjen bromsar. Inga underarter finns listade i Catalogue of Life.